# Schmoranzova skupina tiskových tajemníků
Schmoranzova skupina tiskových tajemníků (též Akce tiskových tajemníků či Schmoranzovi tiskoví tajemníci) byla vojenská odbojová skupina působící v roce 1939 na území Protektorátu Čechy a Morava. Při své odbojové činnosti se zabývala sběrem vojenských, ekonomických a politických informací, jejich vyhodnocováním a předáváním československému zahraničnímu odboji. Její činnost byla záhy odhalena německými bezpečnostními složkami a skupina byla zlikvidována.

## Vznik skupiny
Skupinu začal od druhé poloviny dubna 1939 vytvářet Zdeněk Schmoranz, šéf tiskového odboru předsednictva protektorátní ministerské rady. Využil přitom usnesení protektorátní ministerské rady z 29. března 1939 o zřízení funkce tiskového referenta u všech okresních úřadů jako dozorčího orgánu cenzurní služby. Do této funkce byli na okresních úřadech jmenováni zejména bývalí příslušníci československé armády. Jejich skutečnou povinností byl ale sběr informací vojenského, politického a hospodářského charakteru pro potřeby jak domácího, tak zahraničního odboje.
Při zakládání informační sítě spolupracoval Schmoranz, po dohodě s protektorátním ministerským předsedou Aloisem Eliášem s pracovníky ČTK Arnoštem Barešem, Osvaldem Svobodou či F. R. Krausem. Skupina byla napojená i na Obranu národa.

## Činnost
Díky Schmoranzově činnosti vznikla celoprotektorátní síť, která dodávala ministerskému předsedovi Eliášovi či zástupcům zahraničního odboje (např. Milanu Hodžovi či Hubertu Ripkovi) zprávy o pohybech a stavu okupačních vojsk, o činnosti kolaborantů a kolaborujících skupin, o incidentech s okupační správou či o náladách mezi obyvatelstvem. Zprávy obsahovaly informace o činnosti velkých zbrojních podniků, které se ocitly pod kontrolou okupantů (zejména plzeňské Škodovky a brněnské Zbrojovky). Řada zpráv upozorňovala na zabavování českého majetku, na arizaci či spolupráci se Sovětským svazem. Některé ze zpráv byly skupině předány přímo ministerským předsedou A. Eliášem. V polovině července vyjel s pomocí A. Eliáše do Itálie jeden ze členů skupiny Arnošt Bareš, kterému se podařilo napojit bývalé zahraniční zpravodaje ČTK na exilový odboj. 
Zároveň Schmoranz kurýrní cestou dostával informace o činnosti zahraničního odboje.

## Likvidace skupiny
Přestože prakticky celou síť tvořili vojáci, byl kladen minimální důraz na konspiraci a utajení, navíc mezi příslušníky skupiny převažovalo silné podceňování německých bezpečnostních složek. Vysoká koncentrace bývalých příslušníků zrušené Československé armády záhy přitáhla pozornost gestapa. To podle později zveřejněných informací rozkrylo skupinu již koncem června 1939, přičemž již od dubna mělo od SD a abwehru informace o formující se odbojové skupině. K úplnému odhalení přispěl tzv. rekvalifikační kurz pro tiskové tajemníky uspořádaný 7.–15. července 1939 v Praze. Při tomto kurzu byli příslušníci skupiny školeni ve zpravodajské činnosti a byla jim přidělována krycí jména. Do činnosti byli zapojeni i někteří zaměstnanci ČTK. Jistotu získalo gestapo kvůli zradě jednoho z příslušníků skupiny štábního kapitána Václava Menerta (který později v procesu s tiskovými tajemníky svědčil) a pravděpodobně i díky informacím agenta A-54, v té době hlavního důvěrníka abwehru.
První zatýkání ve skupině proběhlo 25. srpna 1939, kdy byli ve Zlíně zatčeni Zdeněk Schmoranz, Josef Vais, Osvald Svoboda a František Vítovec, 12. září potom Schmoranzův nástupce Arnošt Bareš. Zatýkání dalších příslušníků skupiny a pracovníků ČTK probíhalo celé září. Celé zatýkání bylo urychleno i tím, že gestapo získalo ve Svobodově trezoru jmenný seznam 75 příslušníků skupiny a dále asi 100 dosud neodeslaných zpráv informujících o pohybech německých vojsk.
V soudním přelíčení konaném 12.–13. listopadu 1941 byli Schmoranz, Svoboda a Vajs odsouzeni za velezradu k trestu smrti a 19. srpna 1942 popraveni. Bareš byl odsouzen k deseti letům káznice.
Ze 70 příslušníků skupiny jich 25 zahynulo na popravištích nebo v koncentračních táborech.
Z hlediska německých bezpečnostních složek se jednalo o první významný úspěch v boji proti domácímu odboji v protektorátu. Získané informace pomohly gestapu proniknout i do struktur Obrany národa, Tří konšelů a dalších skupin.